# Alexandre Poussin
Pour les articles homonymes, voir Poussin.
 (février 2021).
Alexandre Poussin, né le 28 avril 1970 à Uccle (Bruxelles), est un écrivain-voyageur et réalisateur de documentaires français.

## Biographie

### Jeunesse
Alexandre Poussin naît en 1970 en Belgique de parents français. Il grandit au Québec où il contracte une passion pour la nature et les grands espaces. Victime d'un traumatisme cervical à l'âge de treize ans dans la cour d'école de Passy Buzenval, il est contraint de passer près d'un an, par intermittences, à l'hôpital de Garches. Le scoutisme chez les SUF à Louveciennes, la gymnastique ainsi que l'escalade vont chasser ce mauvais souvenir. Il conserve de ce passage à Garches une dette morale et une admiration pour le corps médical. C'est en terminale qu'il se lie d'amitié avec Sylvain Tesson, avec lequel il commence à escalader les monuments de Paris et effectue un premier voyage à bicyclette en Islande. Il est diplômé de Sciences Po Grenoble et d'un DEA de sciences politiques à l'université Paris-Nanterre.[réf. souhaitée]

### Voyages

#### Tour du monde à bicyclette
Alexandre Poussin réalise en 1994 un tour du monde à bicyclette avec l’écrivain Sylvain Tesson, avec qui il était à Passy Buzenval et en hypokhâgne au lycée Claude-Debussy à Saint-Germain-en-Laye. Pendant un an, de la porte d'Orléans à la porte de Vincennes en passant par Dakar, Valparaiso, Papeete, Singapour, Lhassa, Delhi, Lahore, Quetta, Zahedan, Téhéran, Erevan, Yalta, Odessa, Budapest, Vienne, et Bâle, ils parcourent 25 000 km et traversent trente-cinq pays, avec 1 000 dollars en poche.
Ils relatent cette expérience dans un livre : On a roulé sur la Terre. Ce livre, ainsi que les nombreuses conférences diapos qu'ils donnent dans des associations, des écoles et des festivals, contribuent à les faire connaître.

#### Traversée de l'Himalaya
En 1997, toujours avec Sylvain Tesson, il entame la traversée de l'Himalaya (5 000 km) à pied. 
Poussin et Tesson relatent cette aventure dans un livre intitulé La Marche dans le ciel, ainsi que dans leur film Ils ont marché dans le ciel, co-réalisé par Pierre Barnérias, de Flair Productions. 

#### Africa Trek
Après son deuxième voyage, il épouse Sonia Poussin, qui était venue rejoindre les deux aventuriers plusieurs semaines autour du monde et dans l'Himalaya. C'est avec elle qu'il fait son troisième grand voyage, l'Africa Trek. 
Le voyage consiste à traverser l'Afrique, du Sud au Nord (jusqu'au lac de Tibériade), le long de la vallée du rift, pour refaire symboliquement le voyage des premiers hommes. Au total, cela représente 14 000 kilomètres, soit trois ans et trois mois de marche à pied en Afrique de l'Est,.
Entre le 1er janvier 2001 et le 16 mars 2004, ils voyagèrent intégralement à pied, hormis sept kilomètres dans la bande de Gaza dans un véhicule blindé israélien et une partie à dos de chameau dans le désert du Sahara. Au total, ils ont traversé onze pays.
Ce voyage est raconté dans les livres Africa Trek en deux volumes : Africa Trek I et II .
Leur histoire gagne les États-Unis en septembre 2008 avec la traduction de leurs ouvrages et la diffusion de leur série sur le réseau des chaînes de télévision publique PBS.
Le film long métrage Africa Trek a également été présenté plusieurs fois dans le cadre des conférences Connaissance du Monde. La série Africa Trek, issue de la dernière expédition a été diffusée et rediffusée sur de nombreuses chaînes françaises (Voyage, Ushuaïa TV, France 3, TFO, TV5 Monde, Paris Première…) et internationales (The Travel Channel UK, RTBF, TV5 Ontario, National Geographic Italy, PBS...). Un triple DVD regroupe la série documentaire de douze épisodes.

#### Marche Avant
Il écrit son essai biographique sur les vertus de la marche intitulé Marche avant, publié chez Robert Laffont. Dans cet ouvrage paru en 2010 et sous-titré « Vademecum à l'usage des voyageurs immobiles et des aventuriers de grand chemin », Alexandre Poussin livre les enseignements et réflexions que lui ont prodigués ses voyages en matière d'écologie, d'énergie, de démographie, de philosophie de vie. 

#### Tour de Madagascar:Madatrek
En 2014, il repart pour un long voyage avec toute sa famille à Madagascar. Avec ce nouveau projet intitulé « Madatrek », Alexandre et Sonia vont à Madagascar, mais en famille cette fois avec leurs deux enfants, Philaé et Ulysse. Partis le 16 mai 2014, ils comptent faire le tour de l'île en charrette à zébus, mode de transport usité dans les campagnes, afin de mettre en lumière des associations humanitaires qui œuvrent pour apporter des solutions aux problèmes qui affectent ce pays. Leur série documentaire de 16 épisodes de 52' a commencé à être diffusée le 23 décembre 2015 sur la chaîne Voyage, et rediffusée sur la chaine France Ô. Le 19 août 2018, ils terminent le parcours après 4 983 km en atteignant la capitale Antananarivo. Depuis leur retour, ils ont finalisé leurs documentaires avec le monteur Nicolas Thomä et ont réalisé un film unitaire de 90 minutes. Ils publient le récit de ces voyages en 2021 dans l'ouvrage Madatrek.

### Journalisme et conférences
En octobre 2018, Alexandre Poussin intègre la réserve citoyenne de l'Armée de l'Air dans le réseau Ader au grade de colonel.

## Récits d'expéditions
- On a roulé sur la terre, en collaboration avec Sylvain Tesson, Laffont, 1996.
- Alexandre Poussin et Sylvain Tesson, Himalaya, Visions de marcheurs des cimes, Transboréal, 1998, 128 p. (ISBN 978-2-9507992-9-6)
- La Marche dans le ciel : 5 000 km à pied à travers l'Himalaya, en collaboration avec Sylvain Tesson, Laffont, 1998.
- Africa Trek I : 14 000 km dans les pas de l'Homme, en collaboration avec Sonia Poussin, Laffont, 2004.
- Africa Trek II : 14 000 km dans les pas de l'Homme, en collaboration avec Sonia Poussin, Laffont, 2005.
- Africa Trek l'Album, L'album photo d'Africa Trek, Actes Sud 2006.
- Marche avant, Laffont, 2010.
- Alexandre Poussin et Sonia Poussin, Madatrek : De Tana à Tuléar, Paris/61-Lonrai, Robert Laffont, 2021, 484 p. (ISBN 978-2-221-14610-1)
- Préface de Rémi Scholtz, Scout un jour... : Le scoutisme comme expérience intérieure, D'un autre ailleurs, 2024 (ISBN 978-2-490165-18-6, présentation en ligne)

## Vidéo
- Africa Trek, production Gedeon Programmes, coffret 3 DVD, 312 minutes, MK2, 2006[9].
- Madatrek, production Gedeon Programmes, coffret 6 DVD comprenant la série de 16 épisodes de 52 minutes et le long métrage La Grande Aventure de 90 minutes.
- Alexandre Poussin, divers vidéo[10].